# Gérard Grisey
Gérard Grisey (Belfort, 17 de Junho de 1946 — Paris, 11 de Novembro de 1998) foi um compositor francês contemporâneo.